# Warszawa koncentrationslejr
Warszawa koncentrationslejr blev bygget i sommeren 1943 på ruinerne af Warszawaghettoen. Koncentrationslejren blev i slutningen af april 1944 gjort til en underlejr under Majdanek, men var på det tidspunkt allerede i opløsning. Den 28. juli 1944 var koncentrationslejren evakueret.
Påstande om, at der har været i en koncentrationslejr i Warszawa med en udryddelseslejr og gaskamre og omkring 200.000 dødsfald, bestrides af historikere.

## Stor usikkerhed om dødstallet
IPN (polsk:  Instytut Pamięci Narodowej, dansk: ~ Institut for National Erindring) anslår at antallet af ofre, der blev udryddet disse lejre til "ikke at være mindre end titusinder". Men de afholder sig fra at gøre et mere præcist skøn på grund af ringe beviser. Dommer Maria Trzcińska fra IPN skønner dog at antallet af lejrens ofre et godt stykke over 212.000, hovedsagelig ikke-jødiske polakker. Andre vurderer mængden af dødsfald til mellem 20 og 35.000 (heri ikke medregnet 37.000 henrettet i Pawiak), med et forholdsmæssigt større andel af de polakker, herunder jøder blandt de døde og mindre grupper omfattede grækere, romaer, hviderussere og tysk-internerede officerer fra den italienske hær.

## Opløsning af koncentrationslejren
Den 20. juli 1943 beordrede SS-Obergruppenführer Wilhelm Koppe komplekset nedlagt og demonteret. Størstedelen af fangerne blev enten henrettet eller overført til andre koncentrationslejre, såsom Dachau, Gross-Rosen og Ravensbrück. Mellem 28. og 31. juli afgik fire store jerbanetransporter fra Warszawa, indeholdende omkring 12.300 fanger. Kun en gruppe på flere hundrede indsatte, for det meste jøder fra andre besatte lande, blev efterladt i Pawiak og Gęsiówka for at grave op og brænde resterne, der var blevet begravet under de bombede bygninger i ghettoen. Lejren dokumentation blev brændt og mange af dets bygninger og infrastruktur blev mineret og sprængt.

## Historiografi
Den polske anklagemyndighed Maria Trzcińska offentliggjorde i 2002 om koncentrationslejren i Warszawa og beskrev den som en ”udryddelseslejr i centrum af Warszawa”.De hævdede, at koncentrationslejren strakte sig over fem lejrkomplekser over hele byen. Trzcińska har siden 1980'erne hævdet, at gasser ved hjælp af Zyklon B var blevet udført i en underjordisk tunnel mellem oktober 1942 og august 1944. I alt 200.000 polakker blev myrdet i koncentrationslejren i Warszawa.
Påstanden om, at et gaskammer blev anlagt i en tunnel i Wola-distriktet, hvor 200.000 Warszawa-beboere blev gasset, blev officielt afvist af Institute of National Remembrance (Instytut Pamięci Narodowej, IPN). På trods af dette kræver de nationalt-katolske aktivister, at Warszawas byråd bygger et monument ved siden af tunnelen på statens bekostning.